# کلاته نو (بیرجند)
کلاته نو روستایی است در دهستان القورات از توابع بخش مرکزی شهرستان بیرجند، واقع در استان خراسان جنوبی که بر اساس سرشماری ۱۳۹۵ دارای ۴۰ نفر (۱۴ خانوار) ساکن بوده است.

## گویش
گویش مردم کلاته نو، گویش شاخناتی است که از زیر مجموعه‌های گویش یا لهجه بیرجندی است و از گویش‌های فارسی نو می‌باشد که مانند گویشهای دیگر به نسبت زبان رسمی کمتر تحول پذیرفته و از اینرو بسیاری از ویژگی‌های فارسی کهن را نگه داشته‌است. محمود رفیعی در مقدمه واژه‌نامه گویش بیرجند می‌نویسد که چون بیرجند در نزدیکی کویر و در منطقه‌ای کوهستانی واقع شده، در گذر تاریخ کمتر مورد تاخت و تاز و هجوم قرار گرفته و در نتیجه گویش آن نیز پاکیزه و دست نخورده باقی‌مانده‌است. غنای گویش شاخناتی در واژگان آن است. این گویش از لحاظ شمار واژه‌ها و تنوع آنها یکی از گویشهای پرمایهٔ زبان فارسی است.

## کشاورزی
از محصولات باغی کلاته نو می‌توان به زرشک، بادام، زعفران، عناب، توت، شاه توت، سیب، گلابی، به، آلو بخارایی، زرد آلو، آلبالو، هلو، انگور، گردو، انجیر، سنجد، گندم، جو، حبوبات، محصولات جالیزی، گیاهان دارویی و گیاهان علوفه‌ای نام برد؛ و همچنین با توجه به مرغوب بودن محصول زرشک و آلو بخارایی در کلاته نو به نقاط مختلف کشور و دنیا صادر می‌شود.

## جاذبه‌های گردشگری
1. کلاته نو دارای مسجدی با قدمت ۲۵۰ سال می‌باشد.در سال های گذشته یک قبرستان قدیمی در روستا با استخوان های 300 ساله پیدا شد.

## طبیعت و آب و هوا
این روستا به دلیل کوهپایه‌ای بودن، دارای آب و هوایی معتدل و کوهستانی است که به همراه سرسبزی و زیبایی و نیز وجود کوه‌های زیبا چهره‌ای ییلاقی و تفرجگاهی به خود گرفته‌است.

## مهاجرت
به دلیل نبود امکانات در این روستا مردم آن به روستای بیدخت مهاجرت کرده‌اند.